# 麻城林店茶场
麻城林店茶场是中华人民共和国湖北省黄冈市麻城市下辖的一个类似乡级单位。

## 行政区划
下辖以下地区：
林店茶场虚拟社区。